# Pablo Jourdán
Pablo Alfonso Jourdán Alvariza (Mariscala, 23 de enero de 1964) es un médico, teólogo y sacerdote católico uruguayo.
El Papa Francisco lo nombró obispo auxiliar de Montevideo el 24 de julio de 2018. Su ordenación episcopal fue el 30 de septiembre del mismo año. 
El 16 de septiembre de 2021 el Papa Francisco lo nombra obispo de Melo, tomando posesión de la cátedra el 31 de octubre del mismo año en la Catedral Nuestra Señora del Pilar de Melo